# Apostolische Präfektur Labateca
Die Apostolische Präfektur Labateca (lat.: Apostolica Praefectura de Labateca) war eine in Kolumbien gelegene römisch-katholische Apostolische Präfektur mit Sitz in Labateca. 

## Geschichte
Die Apostolische Präfektur Labateca wurde am 15. Juni 1945 durch Papst Pius XII. aus Gebietsabtretungen des Bistums Nueva Pamplona und der Apostolischen Präfektur Arauca errichtet. Am 29. Mai 1956 wurde die Apostolische Präfektur Labateca durch Pius XII. wieder aufgelöst und das Territorium wurde dem Erzbistum Nueva Pamplona, dem Bistum Cúcuta und der Apostolischen Präfektur Arauca angegliedert. 
Einziger Apostolischer Präfekt war Luís Eduardo García Rodríguez MXY.
Die Apostolische Präfektur Labateca war 13.000 km² groß. Die Apostolische Präfektur war 1950 in drei Pfarreien unterteilt und hatte sechs Priester. 